# Шахбанов, Артур Сайранович
Артур Сайранович Шахбанов (18 марта 1988; с. Лучек, Рутульский район, Дагестанская АССР, РСФСР, СССР) — российский борец греко-римского стиля, двукратный призёр чемпионата России, серебряный призёр Кубка мира в команде.

## Биография
Является воспитанником ГУМО ЦЛВС (Москва). В 2010 году стал бронзовым призёром чемпионата России. В 2011 году стал серебряным призёром Гран-при Ивана Поддубного. В том же году на Кубке мира стал серебряным призёром в команде. В 2013 году стал также бронзовым призёром на чемпионате России. По состоянии на октябрь 2019 года Росфинмониторингом Артур Шахбанов внесен в перечень физических лиц, в отношении которых имеются сведения об их причастности к экстремистской деятельности или терроризму.

## Спортивные результаты
- Чемпионат России по греко-римской борьбе 2010 —
- Гран-при Ивана Поддубного 2011 —
- Кубок мира по борьбе 2011 —
- Чемпионат России по греко-римской борьбе 2013 —